# Nokia 3510i
Nokia 3510i – telefon komórkowy z serii S30 wprowadzony na rynek w październiku 2002 roku.

## Funkcje dodatkowe
- Wybieranie głosowe
- Antena wewnętrzna
- Automatyczna blokada klawiatury
- Zegar
- Data
- Budzik
- Kalkulator
- Organizer
- Kalendarz
- Portfel elektroniczny
- MMS (wysyłanie tylko obrazów i plików MIDI)
- Wygaszacz ekranu
- Tapety
- Profile
- Stoper
- Minutnik
- Polskie menu
- Słownik T9
- Słownik polski
- Smart Messaging
- SyncML
- WAP
- GPRS
- Java
- Wymienne obudowy
- Alarm wibracyjny
- Gry
  - Sky Diver
  - Racket
  - Backgammon
- Dzwonki polifoniczne (format MIDI)